# Poviglio
Poviglio is een gemeente in de Italiaanse provincie Reggio Emilia (regio Emilia-Romagna) en telt 6803 inwoners (31-12-2004). De oppervlakte bedraagt 43,7 km², de bevolkingsdichtheid is 152 inwoners per km².
De volgende frazioni maken deel uit van de gemeente: Case Molinara, Case Motta, Case San Francesco, Case Via Piccola, Fodico, Godezza, Gruara, La Maestà, Oratorio Zamboni, Pontazzo, San Sisto.

## Demografie
Poviglio telt ongeveer 2610 huishoudens. Het aantal inwoners steeg in de periode 1991-2001 met 2,8% volgens cijfers uit de tienjaarlijkse volkstellingen van ISTAT.
| Jaar | Inwoneraantal |
| ---- | ------------- |
| 1991 | 6347          |
| 2001 | 6522          |

## Geografie
Poviglio grenst aan de volgende gemeenten: Boretto, Brescello, Castelnovo di Sotto, Gattatico.
Albinea · Bagnolo in Piano · Baiso · Bibbiano · Boretto · Brescello · Busana · Cadelbosco di Sopra · Campagnola Emilia · Campegine · Canossa · Carpineti · Casalgrande · Casina · Castellarano · Castelnovo di Sotto · Castelnovo ne' Monti · Cavriago · Collagna · Correggio · Fabbrico · Gattatico · Gualtieri · Guastalla · Ligonchio · Luzzara · Montecchio Emilia · Novellara · Poviglio · Quattro Castella · Ramiseto · Reggio Emilia  · Reggiolo · Rio Saliceto · Rolo · Rubiera · San Martino in Rio · San Polo d'Enza · Sant'Ilario d'Enza · Scandiano · Toano · Ventasso · Vetto · Vezzano sul Crostolo · Viano · Villa Minozzo
- MusicBrainz: f50c55ea-8266-4ebf-8ed9-80075170cc39
- Virtual International Authority File: 142592685
- WorldCat: E39PCjC97TBJ8xcBdhJv8XtmQy

1. ↑  https://demo.istat.it/?l=it.